# Harold Osborn
Harold Marion Osborn (Butler, 13 aprile 1899 – Champaign, 5 aprile 1975) è stato un altista e multiplista statunitense, vincitore di due medaglie d'oro ai Giochi olimpici di Parigi 1924.
È stato l'unico atleta della storia olimpica ad essere capace di aggiudicarsi un'altra gara oltre al decathlon.

## Biografia
Nel 1923 sorprende il mondo scavalcando l'asticella del salto in alto col ventre anziché in sforbiciata, raffinando la tecnica proposta a Stoccolma 1912 per primo dal connazionale George Horine. Ai Giochi olimpici di Parigi 1924 conquista due medaglie d'oro, nel decathlon e nell'alto, utilizzando lo stile di scavalcamento dell'asticella che in futuro verrà conosciuto come ventrale e che sarà utilizzato per quasi 60 anni, fino all'avvento del Fosbury.

## Palmarès
| Anno | Manifestazione  | Sede      | Evento        | Risultato | Prestazione   | Note            |
| ---- | --------------- | --------- | ------------- | --------- | ------------- | --------------- |
| 1924 | Giochi olimpici | Parigi    | Salto in alto | Oro       | 1,98 m        | Record olimpico |
| 1924 | Giochi olimpici | Parigi    | Decathlon     | Oro       | 7 710,7750 p. | Record mondiale |
| 1928 | Giochi olimpici | Amsterdam | Salto in alto | 5º        | 1,91 m        |                 |